# واترلو، لندن
longitudeواترلو، لندنlatitudeواترلو، لندن
واترلو (به انگلیسی: Waterloo) یک ناحیه در لندن است که در منطقه لمبت لندن واقع شده‌است.
پل واترلو که در امتداد خیابان واترلو قرار دارد در کنار این ناحیه قرار دارد، ایستگاه واترلو نیز در ناحیه واترلو ساخته شده‌است.